# آلبر باریه
آلبر باریه (فرانسوی: Albert Barillé‎؛ ۱۴ فوریه ۱۹۲۰ – ۵ فوریه ۲۰۰۹) یک فیلم‌نامه‌نویس، نمایشنامه‌نویس، کارگردان فیلم، تهیه‌کننده فیلم و عروسک‌گردان اهل فرانسه بود.
از فیلم‌ها یا مجموعه‌های تلویزیونی که وی در آن‌ها نقش داشته‌است می‌توان به مجموعه انیمیشن‌های آموزشی «روزی روزگاری …» و مجموعهٔ عروسکی «کُلارگل» اشاره نمود.